# Allgemeines Zuständigkeitsgesetz
Das Allgemeine Zuständigkeitsgesetz (AZG) regelt seit 1959 die Zuständigkeiten innerhalb der Berliner Verwaltung. Sein Langtitel lautet Gesetz über die Zuständigkeiten in der Allgemeinen Berliner Verwaltung.
Das Gesetz bestimmt die Gliederung und Aufgaben der Berliner Verwaltung. Die Verwaltung des Landes Berlin wird vom Senat von Berlin (der Hauptverwaltung) und den Bezirksverwaltungen in Berlin wahrgenommen. Die Hauptverwaltung umfasst die Senatsverwaltungen, die ihnen nachgeordneten Behörden (Sonderbehörden) und nichtrechtsfähigen Anstalten und die unter ihrer Aufsicht stehenden Eigenbetriebe. Die Hauptverwaltung nimmt die Aufgaben von gesamtstädtischer Bedeutung wahr, wobei dieser Begriff weit ausgelegt wird. Das AZG umfasst u. a. auch die Regelungen über die Fach- und Bezirksaufsicht.
Das Gesetz bestimmt, dass in Berlin die staatliche und die gemeindliche Tätigkeit nicht voneinander getrennt sind. Diese Besonderheit hängt mit dem besonderen Status Berlins als Stadtstaat zusammen, das als Einheitsgemeinde sowohl Bundesland als auch Kommune ist.